# Hr.Ms. Onversaagd (1955)
Hr.Ms. Onversaagd (M884, A854) was een Nederlandse oceaanmijnenveger van de Onversaagdklasse, gebouwd door de Amerikaanse scheepswerf Astoria Marine Construction Co. uit Astoria. De schepen van de Onversaagdklasse waren in de Verenigde Staten gebouwde mijnenvegers van de Aggressiveklasse. Het schip werd vrijwel direct na de aankomst in Nederland uit dienst gesteld en in reserve geplaatst. Negentien jaar later werd het schip opnieuw in dienst gesteld, ditmaal als Noordzee-opnemingsvaartuig. Na drie jaar werd het schip weer uit dienst genomen en ditmaal definitief. In juli 1979 is het schip verkocht voor de sloop.